# Resolució 1857 del Consell de Seguretat de les Nacions Unides
La Resolució 1857 del Consell de Seguretat de les Nacions Unides fou adoptada per unanimitat el 22 de desembre de 2008. Profundament preocupat per la contínua presència de grups armats a l'est de la República Democràtica del Congo i el continu tràfic il·legal d'armes a la regió, el Consell decideix ampliar l'embargament d'armes, la prohibició de viatjar i la congelació dels actius als grups armats que no formin part de les forces de seguretat del govern o de la MONUC fins al 30 de novembre de 2009.
En la mateixa resolució també amplia fins a la mateixa data el seu règim de sancions, amb algunes modificacions, pels que violin l'embargament, violin els drets humans, impedeixin el desarmament i la desmobilització dels grups armats o els recolzin mitjançant l'explotació il·legal de recursos naturals. També ha decidit prorrogar el mandat del Grup d'Experts encarregat de controlar les sancions esmenades i de mantenir la llista de persones i entitats subjectes a aquestes sancions.